# ブルースカイ (1994年の映画)
『ブルースカイ』（Blue Sky）は、1994年のアメリカ合衆国の映画。トニー・リチャードソン監督の遺作であり死去後に公開された。ジェシカ・ラング、トミー・リー・ジョーンズらが出演している。
ジェシカ・ラングは本作での演技によりアカデミー主演女優賞などを受賞した。

## あらすじ
1962年、アメリカ陸軍の少佐ハンク・マーシャルはハワイからアラバマ州への転属が決まり、妻カーリーと2人の娘を連れて新天地に向かう。カーリーは情緒不安定で軍人の妻という現実を直視できず、自分は映画女優になるべき存在だと夢想し、日々そのように振る舞っていた。自分が考えていた新生活のイメージとは程遠い基地内のお粗末な家に癇癪を爆発させる。
カーリーはハンクの新しい上官、ジョンソン大佐の妻ヴェラから基地の婦人クラブのショーに誘われ、皆の注目を集めることができるとご機嫌になる。大佐の息子グレンもハンクの娘アレックスと同じ年頃で、家族ぐるみの付き合いが始まった。
ある日、“ブルースカイ”という暗号名の核実験のためネバダ州の実験場に赴いたハンクは、実験開始直前に危険区域内に2人のカウボーイがいるのを目撃して通報するが、上層部に黙殺されたばかりか、ジョンソン大佐はハンクに強制的な「治療」を受けさせ、彼は廃人のような姿になってしまう。それを知ったカーリーは夫の無実を証明しようと奔走する。

## キャスト
| 役名                       | 俳優                     | 日本語吹替 |
| -------------------------- | ------------------------ | ---------- |
| カーリー・マーシャル       | ジェシカ・ラング         | 弥永和子   |
| ハンク・マーシャル         | トミー・リー・ジョーンズ | 菅生隆之   |
| ジョンソン大佐             | パワーズ・ブース         | 堀勝之祐   |
| ヴェラ・ジョンソン         | キャリー・スノッドグレス | 火野カチコ |
| アレクサンドラ・マーシャル | エイミー・ロケイン       | 紗ゆり     |
| グレン・ジョンソン         | クリス・オドネル         | 鳥海勝美   |
| レイ・スティーヴンス       | ミッチェル・ライアン     | 宝亀克寿   |
| アンワルト大佐             | デイル・ダイ             |            |
| リディア                   | アニー・ロス             |            |

その他、岡村明美、小山武宏、小室正幸、石波義人、寺内よりえ、宮寺智子、朝倉佐知、棚田恵美子、星野充昭、相沢正輝、柳沢栄治、松本大、大黒和広

## 受賞歴
| 賞                           | 部門                    | 対象             | 結果       |
| ---------------------------- | ----------------------- | ---------------- | ---------- |
| アカデミー賞                 | 主演女優賞              | ジェシカ・ラング | 受賞       |
| ゴールデングローブ賞         | 主演女優賞 (ドラマ部門) | ジェシカ・ラング | 受賞       |
| ロサンゼルス映画批評家協会賞 | 主演女優賞              | ジェシカ・ラング | 受賞       |
| 全米映画俳優組合賞           | 主演女優賞              | ジェシカ・ラング | ノミネート |